# Departamento de Jutiapa
Jutiapa, oficialmente el Departamento de Jutiapa, es uno de los veintidós departamentos que conforman Guatemala, ubicado a 118 km de la Ciudad de Guatemala, es bastante montañoso y cuenta con playas turísticas al sur del departamento. Su clima es muy diverso entre cálido y templado. Su cabecera departamental es Jutiapa y limita al norte con los departamentos de Jalapa y Chiquimula; al oeste con Santa Rosa al sur con el océano Pacífico y al este con El Salvador. Cuenta con una población de 546,005 habitantes. Jutiapa oficialmente es el único departamento de Guatemala que no tiene descendientes mayas propios de la región. En Jutiapa un 64.3% mayoritariamente es ladina y un 35.7% es xinka un pueblo no relacionado con los aztecas o mayas. Su extensión territorial es de 3.219 km².
Economía
La principal riqueza de la región la constituyen los productos derivados de la ganadería (queso, leche, carne y cueros), razón por la cual se distingue por sus grandes haciendas de ganado vacuno y caballar (Lanuza, s.f.).
En Jutiapa la tierra es fértil y a ella se dedica gran parte de su población. Entre los productos agrícolas que produce Jutiapa se encuentran: cebolla, chile jalapeño, chile pimiento, maíz, maicillo, frijol, arroz, tabaco, café en mínima proporción y caña de azúcar.
Su economía se complementa con las pequeñas industrias manufactureras. Entre sus artesanías encontramos: cerámica tradicional, sombreros de palma, cerería, productos de cuero, teja y ladrillo de barro, hamacas, lazos y bolsas de pita de maguey y zapatos de suela.
En la pirotecnia trabajan bombas de mortero y toritos.
El departamento de Jutiapa cuenta con un hospital, el cual lleva por nombre Ernestina García vda. De Recinos, y está destinado a la atención en salud de la población jutiapaneca, así como personas provenientes de departamentos aledaños como Jalapa, Santa Rosa, incluso al país de El Salvador.

## Geografía física

### Orografía
El área de Jutiapa es llamada «la Cuna del Sol» por su posición en la cordillera volcánica; no solamente hay conos volcánicos sino también hay numerosas lagunas y lagunetas.
Se calcula que cadena volcánica se formó hace aproximadamente tres y ocho millones de años, durante los períodos del Mioceno y Plioceno, de la era Terciaria, y otra parte hace menos de dos millones de años, durante la era Cuaternaria. La región de Jutiapa tiene altitudes medias entre 500 y 900 metros, mientras que las alturas máximas oscilan entre 2,000 y 3,700.[cita requerida]

## Historia

### Época prehispánica
El 19 de febrero de 1936, Francisco Amado, Jefe Político del departamento de Jutiapa, rindió su informe a la Secretaría de Gobernación dando cuenta de la marcha administrativa de la jurisdicción a su cargo. Entre otras cosas, el señor Amado hacía constar que en su visita ordinaria a estos municipios localizaron 9 monolitos de piedra labrada y se ordenó su traslado a la capital, con destino al Museo Nacional. También encontraron piezas de cerámica que fueron remitidas a la Secretaría de Educación.
El sitio descrito por el funcionario de la época, corresponde a un asentamiento del período Clásico, compuesto de una pirámide central y una plaza, de acuerdo a la explicación de los arqueólogos que lo han conocido. 
Según los registros del Instituto de Antropología e Historia, el asentamiento está orientado al aprovechamiento de los ríos de la región, como el Paz, el Margarita y sus afluentes. Estos ríos forman un conjunto con el Canal de Chiquimulilla que permitía la navegación en las áreas costeras del Pacífico, lo que posibilitaba el aprovechamiento de la biodiversidad terrestre y acuática. 
Por otro lado, el lugar llamado La Vieja es uno de los numerosos sitios arqueológicos que se ubican en Jutiapa y que dan cuenta de una ocupación nutrida del territorio, aunque en concentraciones urbanas de pequeña y mediana extensión. Se trataba de sociedades en desarrollo que sufrieron la conmoción de la conquista española y cuyos restos podemos apreciar ahora. 
Los mayores conglomerados urbanos eran los de Mictlán, en la actual Asunción Mita, y Paxá, hoy Pasaco( el hombre del saco). También se encuentran sitios arqueológicos en Agua Blanca (Papalhuapa), Comapa (Comapa y Las Pilas), El Progreso (Palo Amontonado), Moyuta, Los Bordos, Montaña Verde 
¿Cuáles eran estas sociedades originarias? 
Los especialistas no se ponen de acuerdo. Se sabe que hacia el sur era una región pipil, de ascendencia mexicana. Pero en el censo 2018, en todo el departamento de Jutiapa, la población de origen Xinka ha reivindicado su existencia, fortaleciendo de esa manera a su pueblo, su cultura y sus costumbres. Un pueblo que se creía casi extinto resurge para tomar su lugar en la historia.

### Nuevos Poblados
Una vez realizada la conquista, los vencedores ibéricos reorganizaron a la población dominada. Los asentamientos prehispánicos dieron lugar a nuevos poblados. El obispo Cortés y Larraz, en su viaje al reino de Guatemala hacia el tercer cuarto del siglo XVIII, nos presenta la organización administrativa de la diócesis guatemalteca en aquellos tiempos. 
Conguaco era cabecera de una jurisdicción que comprendía Ysulca, Moyuta, Pasaco y Jalpatagua. Cortés y Larraz encontró pueblos indígenas que hablaban populuca, pero que también entendían el español. Por lo visto, el proceso del mestizaje se hallaba desarrollado en la región. Igual cosa sucedía en la parroquia de Jutiapa, que tenía tres pueblos anexos: Yupilteque, Atescatempa y Comapa; en donde se hablaba el xinca y también el español. 
En la primera época del régimen colonial, los poblados que hoy corresponden a Jutiapa pertenecían al corregimiento de Chiquimula de la Sierra. Más tarde pasaron a integrar el de Mita, jurisdicción que se mantuvo hasta después de la Independencia. En 1848, Mita se dividió en tres distritos: Jutiapa, Jalapa y Santa Rosa, medida que fue reconsiderada dos años más tarde y sus poblaciones pasaron a depender de Chiquimula y Escuintla. 

### Creación del departamento de Jutiapa
La República de Guatemala fue fundada por el gobierno del presidente capitán general Rafael Carrera el 21 de marzo de 1847 para que el hasta entonces Estado de Guatemala pudiera realizar intercambios comerciales libremente con naciones extranjeras.  El 25 de febrero de 1848 la región de Mita fue segregada del departamento de Chiquimula, convertida en departamento y dividida en tres distritos: Jutiapa, Santa Rosa y Jalapa.  Específicamente, el distrito de Jutiapa incluyó a Jutiapa como cabecera, Yupiltepeque, Asunción y Santa Catarina Mita y los valles aledaños que eran Suchitán, San Antonio, Achuapa, Atescatempa, Zapotitlán, Contepeque, Chingo, Quequesque, Limones y Tempisque;  además, incluía a Comapa, Jalpatagua, Asulco, Conguaco y Moyuta.

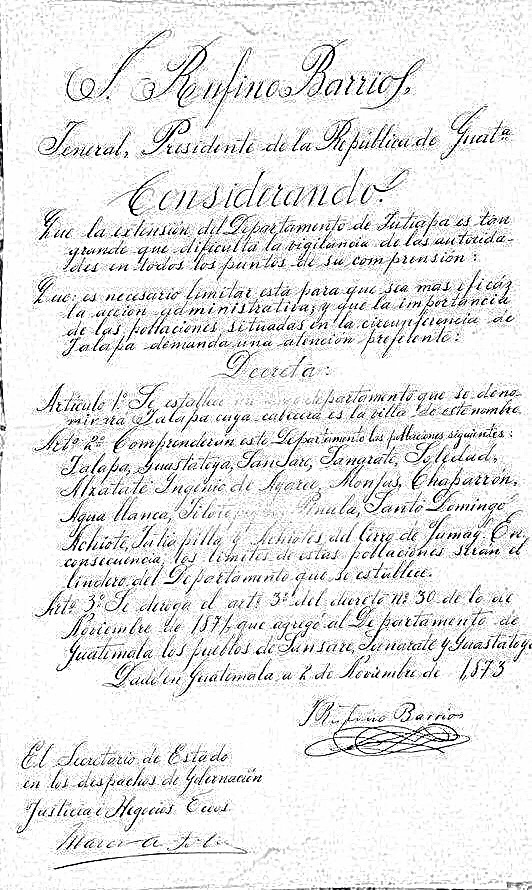
Facsímil del decreto de creación del Departamento de Jalapa en 1873.

El 24 de noviembre de 1873 se estableció el nuevo departamento de Jutiapa, por Decreto número 107, siendo Presidente de la República de Guatemala el General Justo Rufino Barrios:
| Decreto N.º 107 Considerando: que la extensión del Departamento de Jutiapa es tan grande que dificulta la vigilancia de las autoridades en todos los puntos de su comprensión; que es necesario limigar esta para que sea más eficaz la acción administrativa; y que la importancia de las poblaciones situadas en la circunferencia de Jalapa demanda una atención preferente, Decreto, 1. Se establece un nuevo Departamento que se denominará de Jalapa, cuaya cabecera es la villa de este nombre. 2. Compondrán este Departamento las poblaciones siguientes: Jalapa, Guastatoya, Sansare, Sanarate, Soledad, Alzatate, Ingenio de Ayarce, Monjas, Chaparrón, Agua Blanca, Jilotepeque, Pinula, Santo Domingo, Achiote, Jutiapilla, y Achiotes del Cerro de Jumay. En consecuencia los límites de estas poblaciones serán el lindero del Departamento que se establece. 3. Se deroga el artículo 3.º del decreto número 30 de 10 de noviembre de 1871, que agregó al Departamento de Guatemala los pueblos de Sansare, Sanarate y Guastatoya. Dado en Guatemala, a veinticuatro de noviembre de mil ochocientos setenta y tres. —Justo Rufino Barrios El Secretario de los despachos de Gobernación, Justicia y Negocios Eclesiásticos: Marco Aurelio Soto Recopilación de las Leyes de la República de Guatemala, 1871-1881 |

### Creación del departamento de Jalapa

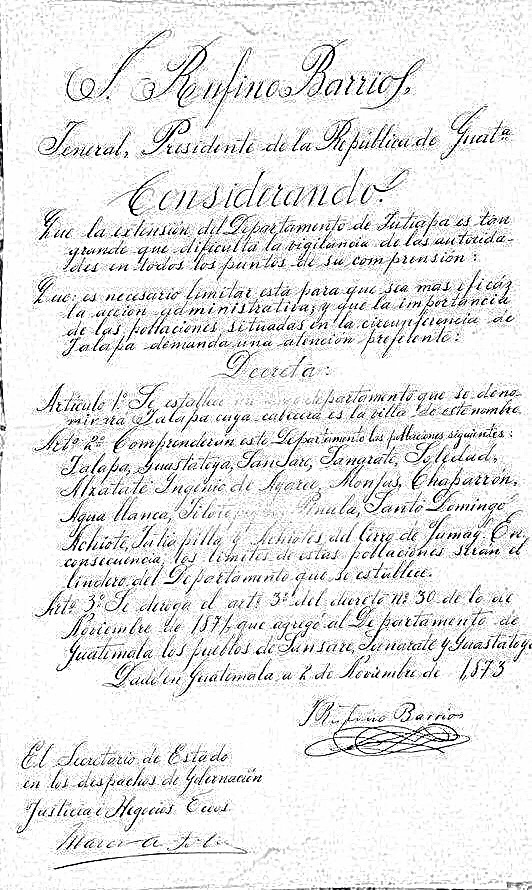
Facsímil del decreto de creación del Departamento de Jalapa en 1873.

El 24 de noviembre de 1873 se estableció el departamento de Jalapa, separándolo del de Jutiapa por el Decreto N.º 107, siendo Presidente de la República de Guatemala el general Justo Rufino Barrios:
| Decreto N.º 107 Considerando: que la extensión del Departamento de Jutiapa es tan grande que dificulta la vigilancia de las autoridades en todos los puntos de su comprensión; que es necesario limigar esta para que sea más eficaz la acción administrativa; y que la importancia de las poblaciones situadas en la circunferencia de Jalapa demanda una atención preferente, Decreto, 1. Se establece un nuevo Departamento que se denominará de Jalapa, cuya cabecera es la villa de este nombre. 2. Compondrán este Departamento las poblaciones siguientes: Jalapa, Guastatoya, Sansare, Sanarate, Soledad, Alzatate, Ingenio de Ayarce, Monjas, Chaparrón, Agua Blanca, Jilotepeque, Pinula, Santo Domingo, Achiote, Jutiapilla, y Achiotes del Cerro de Jumay. En consecuencia los límites de estas poblaciones serán el lindero del Departamento que se establece. 3. Se derota el artículo 3.º del decreto número 30 de 10 de noviembre de 1871, que agregó al Departamento de Guatemala los pueblos de Sansare, Sanarate y Guastatoya. Dado en Guatemala, a veinticuatro de noviembre de mil ochocientos setenta y tres. —Justo Rufino Barrios El Secretario de los despachos de Gobernación, Justicia y Negocios Eclesiásticos: Marco Aurelio Soto Recopilación de las Leyes de la República de Guatemala, 1871-1881 |

### Modernización de los topónimos
En 1882, el poblado de «El Sitio» pasó a denominarse El Adelanto y se convirtió en municipio. En 1886, El Progreso alcanzó también la categoría de municipio, lo que dio lugar a que los habitantes de Jutiapa, burlonamente proclamaran ser «el departamento más progresista y adelantado del país». La modernización positivista emprendida por los gobiernos liberales dio lugar a topónimos occidentalizados; por ejemplo, el caso de Chingo Arriba, Chingo Abajo y Hueviapa, se convirtieron respectivamente en Esmeralda, Jerez y Miramar. 
Muchos años después, siempre con gobiernos liberales, el gobierno del general Jorge Ubico cambió otros nombres: la aldea «El Conejo», de El Progreso, cambió su nombre por el de «Las Flores»; Los Matasanos, se llamó «Betania»; y La Burrera pasó a ser «Nueva Esperanza».

## Ubicación
Este departamento como ya fue mencionado antes, está ubicado al sur-oriente la República de Guatemala, colinda al norte con los departamentos del Jalapa y Chiquimula, al oeste con Santa Rosa; al sur con el Océano Pacífico; al este con la república de El Salvador. Está situado a una altura media de 906 m s. n. m.
La cabecera departamental de Jutiapa (la cual es la ciudad que lleva el mismo nombre), dista de la ciudad de Guatemala 118 km.

## Demografía
A continucación se presenta una lista de datos demográficos recolectados en base al censo del 2018, en donde se destacan tres pilares, como lo son la Población, Vivienda y Educación del Departamento de Jutiapa.
 Jutiapa cuenta con un total de 533,451 habitantes registrados según los datos del Censo 2018 y para el 2024 se estima un poco más de 560,000 personas en el departamento.
| Gráfica de evolución demográfica de Departamento de Jutiapa entre 1880 y 2024                              |
| |
| Población de los censos y conteos del Instituto Nacional de Estadística de Guatemala (INE) de 1880 a 2024. |

## División administrativa
El departamento de Jutiapa está formado por 17 municipios:
| 1. Agua Blanca 2. Asunción Mita 3. Atescatempa 4. Comapa 5. Conguaco 6. El Adelanto 7. El Progreso 8. Jalpatagua 9. Jerez 10. Jutiapa 11. Moyuta 12. Pasaco 13. Quesada 14. San José Acatempa 15. Santa Catarina Mita 16. Yupiltepeque 17. Zapotitlán |

### Población de Jutiapa según municipio
| N.º | Municipio           | Población censo 2018 |
| --- | ------------------- | -------------------- |
| 1   | Jutiapa             | 145 880              |
| 2   | Asunción Mita       | 48 297               |
| 3   | Moyuta              | 39 781               |
| 4   | Comapa              | 32 207               |
| 5   | Santa Catarina Mita | 28 983               |
| 6   | Jalpatagua          | 28 832               |
| 7   | Conguaco            | 23 452               |
| 8   | Quesada             | 22 710               |
| 9   | El Progreso         | 22 114               |
| 10  | Atescastempa        | 18 402               |
| 11  | Yupiltepeque        | 17 389               |
| 12  | Agua Blanca         | 16 353               |
| 13  | San José Acatempa   | 13 206               |
| 14  | Zapotitlán          | 9 126                |
| 15  | Pasaco              | 8 854                |
| 16  | El Adelanto         | 6 500                |
| 17  | Jerez               | 6 309                |
| -   | Jutiapa             | 488,395              |

## Desarrollo
Véase también: Anexo:Departamentos de Guatemala por IDH
El informe de desarrollo humano publicado en 2022, La celeridad del cambio, una mirada territorial del desarrollo humano 2002 – 2019, donde se observó el cambio y el avance que ha habido en el país entre 2002 y 2019 . El departamento de Jutiapa se ubica en el noveno puesto entre los 22  departamentos de Guatemala en Desarrollo Humano, donde ha sido el departamento de la región de oriente que más se ha desarrollado entre 2002 y 2018. 
El municipio  más desarrollado del departamento es El Progreso con un IDH de 0,709 , siendo al mismo tiempo el IDH más alto de toda la región de Suroriente . Seguido se encuentran Jerez y Atescatempa con un IDH de 0,687 y 0,680 . La razón del desarrollo de estos municipios se debe a un alto nivel educativo mayor al promedio departamental y en el caso del primero un alto nivel de salubridad. Además tanto Jerez como Atescatempa son municipios fronterizos con El Salvador.
Conguaco y Comapa se encuentran en el sótano del desarrollo, con un IDH de 0,576 y 0,606 , en el caso del primer muy mal evaluado en el pilar de la salubridad siendo por bastante el más bajo a nivel departamental y el segundo mal evaluado en el nivel de vida.
| N.º       | Municipio           | IDH 2018 | IDH 2002 |
| IDH Alto  | IDH Alto            | IDH Alto | IDH Alto |
| --------- | ------------------- | -------- | -------- |
| 1         | El Progreso         | 0,709    | 0,620    |
| IDH Medio |                     |          |          |
| 2         | Jerez               | 0,687    | 0,573    |
| 3         | Atescastempa        | 0,680    | 0,569    |
| 4         | Asunción Mita       | 0,678    | 0,584    |
| 5         | San José Acatempa   | 0,674    | 0,544    |
| 6         | Jalpatagua          | 0,664    | 0,563    |
| 7         | Santa Catarina Mita | 0,662    | 0,565    |
| 8         | Quesada             | 0,659    | 0,557    |
| 9         | Agua Blanca         | 0,658    | 0,550    |
| 10        | Pasaco              | 0,648    | 0,539    |
| 11        | Yupiltepeque        | 0,643    | 0,506    |
| 12        | Moyuta              | 0,636    | 0,514    |
| 13        | Zapotitlán          | 0,636    | 0,504    |
| 14        | 'Jutiapa'           | 0,634    | 0,538    |
| 15        | El Adelanto         | 0,617    | 0,489    |
| 16        | Comapa              | 0,606    | 0,443    |
| 17        | Conguaco            | 0,576    | 0,447    |
| Jutiapa   | Jutiapa             | 0,651    | 0,535    |

| N.º | Municipio           | IDH Según Indicadores | IDH Según Indicadores | IDH Según Indicadores |
| N.º | Municipio           | Salud                 | Educación             | Nivel de Vida         |
| --- | ------------------- | --------------------- | --------------------- | --------------------- |
| 1   | El Progreso         | 0,919                 | 0,561                 | 0,691                 |
| 2   | Jerez               | 0,875                 | 0,546                 | 0,679                 |
| 3   | Atescastempa        | 0,867                 | 0,540                 | 0,672                 |
| 4   | Asunción Mita       | 0,895                 | 0,516                 | 0,673                 |
| 5   | San José Acatempa   | 0,887                 | 0,528                 | 0,652                 |
| 6   | Jalpatagua          | 0,848                 | 0,526                 | 0,657                 |
| 7   | Santa Catarina Mita | 0,887                 | 0,492                 | 0,664                 |
| 8   | Quesada             | 0,871                 | 0,513                 | 0,640                 |
| 9   | Agua Blanca         | 0,877                 | 0,500                 | 0,649                 |
| 10  | Pasaco              | 0,818                 | 0,519                 | 0,640                 |
| 11  | Yupiltepeque        | 0,808                 | 0,540                 | 0,672                 |
| 12  | Moyuta              | 0,807                 | 0,509                 | 0,627                 |
| 13  | Zapotitlán          | 0,778                 | 0,523                 | 0,633                 |
| 14  | 'Jutiapa'           | 0,789                 | 0,496                 | 0,651                 |
| 15  | El Adelanto         | 0,756                 | 0,495                 | 0,629                 |
| 16  | Comapa              | 0,762                 | 0,476                 | 0,612                 |
| 17  | Conguaco            | 0,690                 | 0,460                 | 0,600                 |
| -   | Jutiapa             | 0,831                 | 0,514                 | 0,649                 |

### Población que vive en el departamento según IDH
| N.º | Municipio           | IDH 2018 | Población | Según Desarrollo |
| --- | ------------------- | -------- | --------- | ---------------- |
| 1   | El Progreso         | 0,709    | 22,114    | 22,114           |
| 2   | Jerez               | 0,687    | 6,309     | 466,281          |
| 3   | Atescastempa        | 0,680    | 18,402    | 466,281          |
| 4   | Asunción Mita       | 0,678    | 48,297    | 466,281          |
| 5   | San José Acatempa   | 0,674    | 13,206    | 466,281          |
| 6   | Jalpatagua          | 0,664    | 28,832    | 466,281          |
| 7   | Santa Catarina Mita | 0,662    | 28,983    | 466,281          |
| 8   | Quesada             | 0,659    | 22,710    | 466,281          |
| 9   | Agua Blanca         | 0,658    | 16,353    | 466,281          |
| 10  | Pasaco              | 0,648    | 8,854     | 466,281          |
| 11  | Yupiltepeque        | 0,643    | 17,389    | 466,281          |
| 12  | Moyuta              | 0,636    | 39,781    | 466,281          |
| 13  | Zapotitlán          | 0,636    | 9,126     | 466,281          |
| 14  | 'Jutiapa'           | 0,634    | 145,880   | 466,281          |
| 15  | El Adelanto         | 0,617    | 6,500     | 466,281          |
| 16  | Comapa              | 0,606    | 32,207    | 466,281          |
| 17  | Conguaco            | 0,576    | 23,452    | 466,281          |
| -   | Jutiapa             | 0,651    | 0,651     | 0,651            |

## Destinos Turísticos
Dentro de buen número de conocidos destinos turísticos se encuentran los siguientes:
Lago de Güija. El mayor de los lagos orientales. Su espejo de agua se halla, figuradamente, roto por la línea fronteriza que separa a las Repúblicas de Guatemala y El Salvador. Todo el ambiente que lo rodea es caluroso y muy seco, por lo que el lago representa una fresca posibilidad de nadar, bañarse, pasear a sus orillas, pescar, o bien, organizar un delicioso almuerzo campestre. 
Laguna de Atescatempa. Es dueña de una extraña hermosura. Muchas personas, locales y foráneas, se sienten particularmente atraídas por la ascensión del volcán Las Víboras, que se empina al cielo desde sus orillas. Casi resulta innecesario decir que el paisaje que se tiene desde la cima es extraordinario. No obstante, sí es importante pensar en el papel que han de cumplir las frescas aguas de la laguna después de haber dominado las alturas del volcán. 
Playas marinas. Jutiapa es poco conocido por sus playas marinas. Esto, no obstante, parece ser una irónica jugarreta del destino, porque el mar frente a sus costas es apacible como pocos. Tomando por nombre el de los lugares ahí situados, las más hermosas son Barra del Jiote, El Limón, Barra de La Gabina, La Barrita y Cojoyera. El relativo aislamiento de estas playas es uno de sus más poderosos atractivos. Si a ello se suma la ligereza del mar, lo extenso de los litorales y la suavidad de la arena, se estará frente a una copia del paraíso.
Volcanes. El Culma, situado justo a la par de la ciudad de Jutiapa, es el más pequeño de los volcanes del país. El de Las Víboras, se mantiene apretujando a la laguna de Atescatempa. El Chingo está partido en dos por la línea limítrofe entre Guatemala y El Salvador; sin embargo, es un paseo muy querido por la gente de sus alrededores. El Ixtepeque está hecho casi completamente de esa vidriosa roca llamada obsidiana. El Suchitán mantiene un casquete boscoso tan peculiar, que mucha gente desea convertirlo en área protegida. Y El Moyuta despide a la cordillera en su camino hacia el mar... Probablemente el andinismo sea la actividad que con más vehemencia dirige su atención a este departamento. 
Cueva de Anda Mirá, balneario. Este paraje combina la existencia de una gruta, a cuya boca se ha construido una pequeña piscina. El agua, cristalina como pocas, procede del interior de la cueva, razón por la que resulta notoriamente fresca. Es frecuentado por turistas nacionales y extranjeros, para quienes darse un refrescante baño completa una jornada de paseos, aventuras y andanzas de exploración rodeados de una naturaleza agradable. 

### Fiestas patronales
- En este departamento las celebraciones inician con el mes de enero en la fecha 6 día de Los Santos Reyes en Agua Blanca.
- Febrero hay tres celebraciones: el 4 con el día de la Virgen de la Piedad en San José Acatempa, luego el 11 el día de la Virgen de Lourdes en El Progreso, y por último el 18 con el día de San Simón en Zapotitlán.
- Marzo hay tres celebraciones: una el 5 con el día de San Nicolás Talaneto en Jerez, luego el 14 con el día de San Juan Bautista en Moyuta y por último el 19 con el día de Pratiarca San José Obrero en El Adelanto.
- El 30 de julio se celebra el día de San Cristóbal en Comapa y en Jutiapa.
- El 15 de agosto se celebra el día de la Virgen de la Asunción en Asunción Mita.
- En octubre hay dos celebraciones una el 4 con el día de San Francisco de Asís en Pasaco y el 18 con el día de San Lucas Evangelística en Yupiltepeque.
- En noviembre hay tres celebraciones una el 5 con el día de San Nicoles en Atescatempa, otra el 25 con el día de Santa Catarina de Alejandría en Quesada y Santa Catarina Mita.
- En diciembre hay dos celebraciones el 8 con el día de la Virgen de la Inmaculada Concepción en Conguaco y el 21 con el día de Santo Tomás Apóstol en Jalpatagua.

### Música
La música típica Jutiapaneca se trata de un baile y conjunto musical que consiste en que en un cuarto arreglado para el efecto, se coloca un conjunto de cuerdas, entre ellas: violín, guitarras, guitarrilla, a veces acordeón y a veces un conjunto de cantantes. El origen es mayoritariamente Europeo debido a los instrumentos utilizados. En otras regiones(mayormente en el norte de Jutiapa) aparte de música de cuerdas, se escucha y baila marimba sencilla, debido a que Jutiapa hace frontera con departamentos que poseen tradiciones de los mayas, las cuales la música marimba es bailada con cuyas ejecuciones musicales de la época o esporádicos sones tradicionales, y las parejas bailan.

## Producción Agrícola y Ganadera
La principal actividad económica en Jutiapa es la agricultura y la ganadería. Los cultivos principales son el arroz (primer productor a nivel nacional con el 18.5% por el uso de cultivo muy industrializado y altamente tecnificado), Chile pimiento (primer productor nacional con el 20%), Tomate (Primer productor nacional con el 20.2%), frijol (segundo productor con el 13.5%, luego de Petén con el 17%), cebolla (con el 21.4% es el segundo productor a nivel nacional después de Quiché con el 24.7%), melón (tercer productor nacional después de Zacapa y Santa Rosa), mango (cuarto productor a nivel nacional con el 7.19% después de Retalhuleu, Santa Rosa y Suchitepéquez) el maíz (quinto productor a nivel nacional con el 6,6% luego de Peten, Alta Verapaz, Quiche y Huehuetenango), además se produce sorgo, lentejas, azúcar, tabaco, papas, mandioca, sésamo, henequén, maguey, café, algodón y diversas frutas. Jutiapa también es el segundo departamento productor de leche a nivel nacional.

### Gastronomía
Los antepasados Los Xincas, eran personas muy humildes y sencillas que vivían en casas construidas de sacate y bajareque, las familias más lujosas usaban cotones de manta hasta la pantorrilla, caites de cuero crudo, vivían de la pesca y la casería.
El cotón y el tamal de viaje eran componentes de cultura Xinca, entre sus hábitos más comunes encontramos que se levantaban a las cuatro de la mañana y dejaban de trabajar a las cinco de la tarde, antes de que llegara la hora de la oración. El tamal de viaje no solo era comida, sino que era uno de los compañeros de viaje de los Xincas. Entre cuyos ingredientes rituales estaba la ceniza como un símbolo de la vida y la muerte. 
Quien visita Jutiapa, no puede regresar sin haber probado las quesadillas, una de las tradiciones culinarias propias del lugar, que consiste en una especie de marquesote elaborado con harina de arroz, queso crema y requesón, todos productos propios de la región.
Pero como comida típica, se comen frijoles con crema.

## Arquitectura
En todo su territorio se encuentran restos de lo que fueron las ciudades pupulucas, pipiles y xincas. Estudios recientes muestran el alto grado de adelanto alcanzado por estos grupos indígenas. Entre los señoríos indígenas que existían durante los primeros años del período hispánico estaban los de Mictlán que se deriva del vocablo nahuatl que significa "lugar de los muertos" o donde hay huesos humanos, y Paxá que actualmente es conocida como Pasaco.
Como principales sitios arqueológicos pueden mencionarse Japalguapa en Agua Blanca, Comapa y Las Pilas en Comapa, Palo Amontado en El Progreso; La Nueva, Los Bordos y Montaña Verde en Moyuta.

## Salud
En el aspecto salud, Jutiapa cuenta con la Dirección de Redes Integradas de Servicios de Salud (DRISS) y el Hospital Nacional Ernestina García Vda. de Recinos. 
Cuenta en total con 53 puestos de salud, 3 centros de salud, 9 Centros de atención permatente (CAP), 7 Centros de atención a pacientes ambulatorios (CENAPA), 1 Centro de atención Integral Materno Infaltil (CAIMI), y 1 Hospital. 

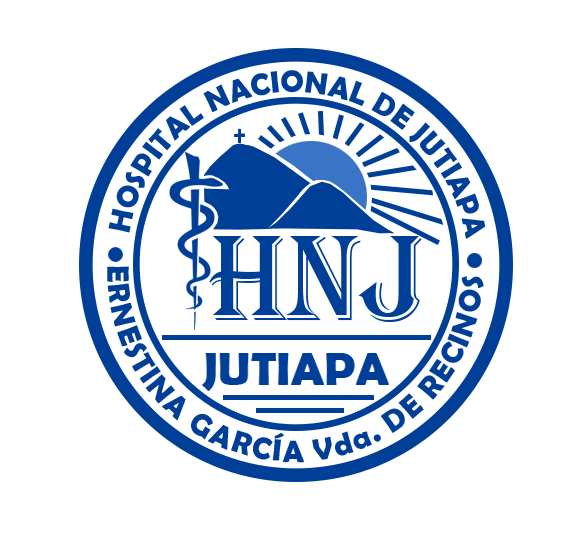
Logotipo Hospital Nacional Ernestina García Vda. de Recinos Jutiapa

El Hospital Nacional de Jutiapa fue fundado el 3 de julio del año 1957, por el presidente Carlos Castillo Armas con un costo de Q.950,000.00, previamente había funcionado en varios lugares, del departamento, hasta que Don Benito Mencos, donó un terreno donde se construyó el actual Hospital. Según el acuerdo gubernativo no. 894-84, en el año 1984 se le dio el nombre de “Ernestina García Vda. de Recinos”.
El Hospital Nacional Ernestina García Vda. de Recinos cuenta con un logotipo propio, creado por la dra. Helen Audelia Ramos Paiz, solicitado con oficio CSOC 004/2021 y aprobado con fecha 17 de agosto de 2021. Cuenta con la simbología siguiente:
- Sol naciente: Simbolizando la Cuna del Sol, nombre comúnmente dado a Jutiapa.
- Cerro con cruz en la cima: Simbolizando el cerro de la Cruz, que en sus faldas descansa el municipio de Jutiapa
- Montaña sin cruz en la cima: Simboliza el Volcán Culma, que se encuentra en el municipio de Jutiapa.
- Vara de Esculapio: Simboliza la curación de enfermos mediante la medicina, razón de ser del Hospital de Jutiapa
- Siglas Hospital Nacional de Jutiapa (HNJ)